# Villar de Rena
Villar de Rena è un comune spagnolo di 1 624 abitanti situato nella comunità autonoma dell'Estremadura.